# おまちアクアガーデン

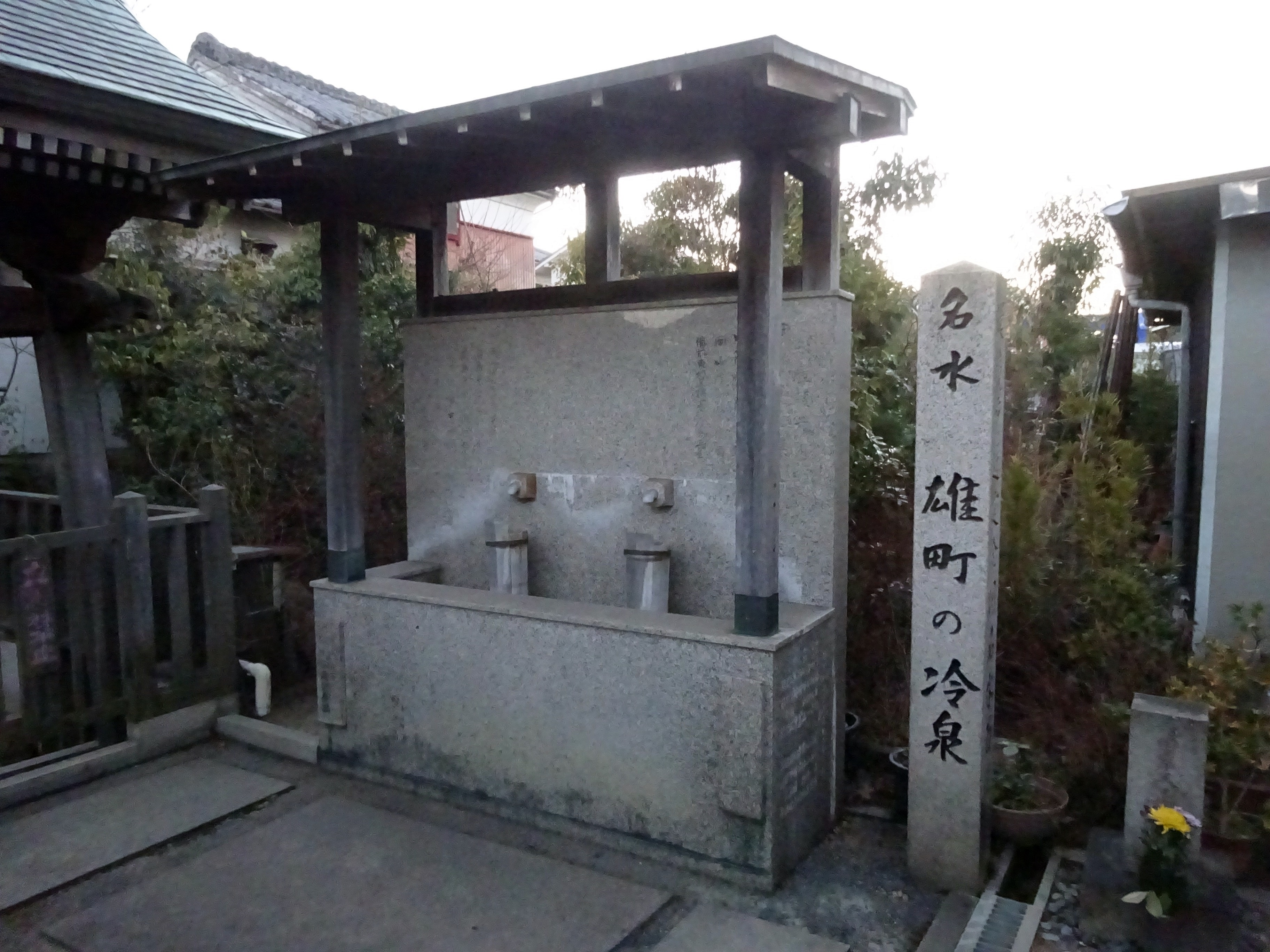
雄町の冷泉（源泉）

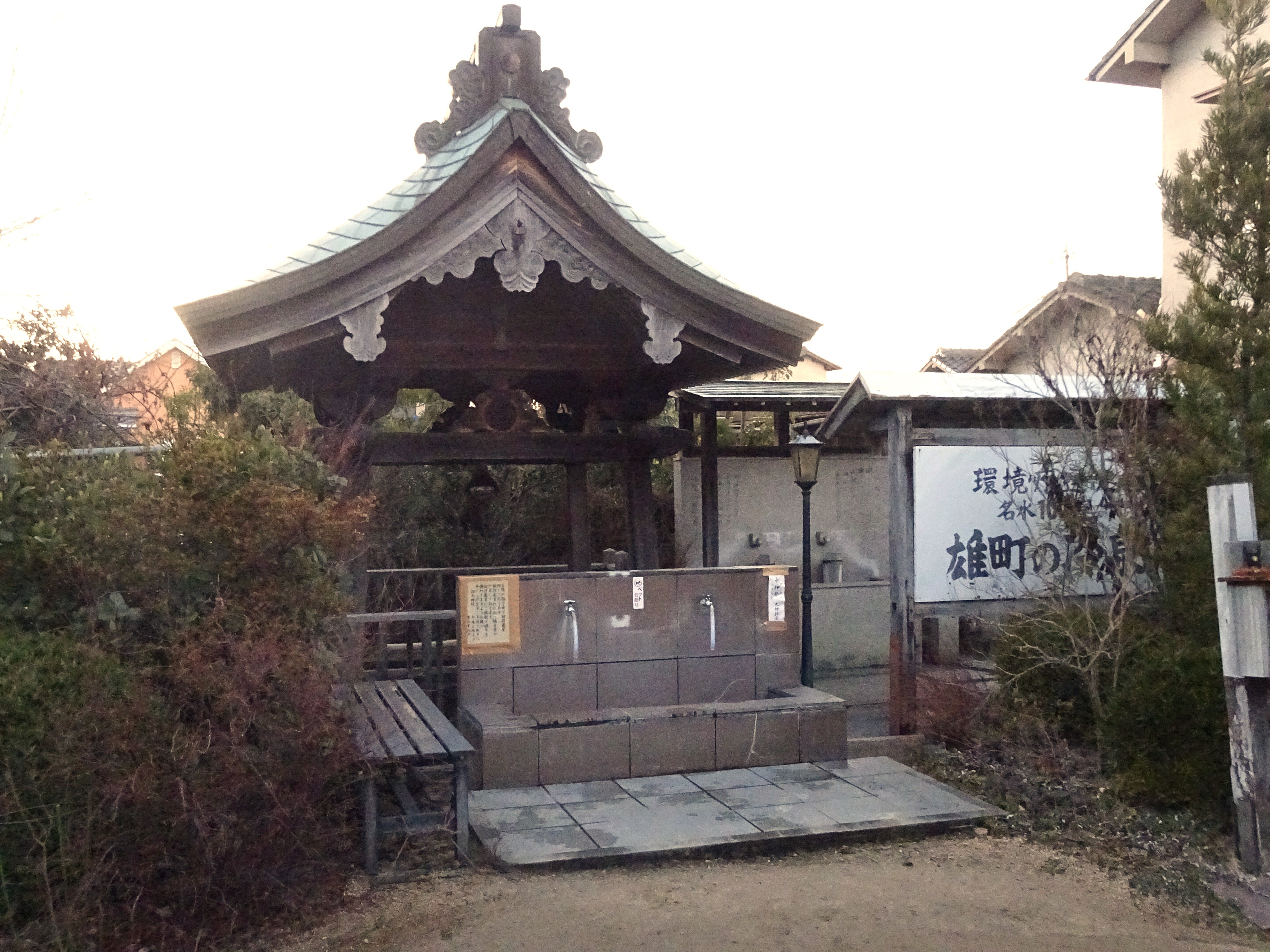
雄町の冷泉（源泉の水汲み場）

おまちアクアガーデンは、「雄町の冷泉」として1985年（昭和60年）に、当時の環境省によって名水百選のひとつに選ばれた源泉から、東方に約200m離れた場所にあり、新たに親水を目的に同じ水脈の地下水を動力揚水し整備した公園である。
日量60tの硬水が公園内各施設から出ている。

## 雄町の冷泉
1686年（貞享3年）、岡山藩主池田光政が、池田綱政に命じて井戸を整備させて御用水として使われていた。
なお当源泉の場所は、旧市街地の細い路地が通る住宅街にあるため、車での訪問は困難なものの、徒歩によって行く事は出来る。

## 施設
1997年（平成9年）に岡山市により整備される。園内には「雄町の冷泉」の水汲み場のほか、豊富な地下水を利用した水の遊具等が備えてある。

## 交通
- 鉄道：岡山駅あるいは高島駅より宇野バス高島団地経由東岡山行「雄町中」下車徒歩2分。高島駅より徒歩約20分。東岡山駅からも徒歩約20分程度。
- 車：岡山県道384号今在家東岡山停車場線 雄町交差点よりおまちアクアガーデン方面へ。雄町の冷泉へは徒歩300ｍ。